# Немачка Нова Гвинеја
Немачка Нова Гвинеја се састојала од североисточног дела острва Нова Гвинеја и неколико оближњих острвских група и била је први део немачког колонијалног царства.
1885. године су Маршалска острва купљена од Шпаније за 4,5 милиона долара Хиспано-немачким протоколом из Рима; Науру је припојен протекторату Маршалових острва 1888. Палау и Маријанска острва (осим Гуама) су купљена од Шпаније 1899. године, Немачка Самоа, иако део немачког колонијалног царства, није била део Немачке Нове Гвинеје.
Према процени 600.000 Абориџина и 400 Немаца су живели у колонији на почетку Првог светског рата.

### Немачка колонијална политика под Бизмарком
Крајем 1870-их и раних 1880-их, десничарски покрети организовали су разна колонијална друштва широм Немачке да убеди канцелара Бизмарка да започне колонијалну политику. Упркос његовим личним приговорима, сам Бизмарк је на крају организовао куповину већег дела онога што ће постати Немачко колонијално царство. Први покушаји нове политике дошли су 1884. године када је Бизмарк морао да стави немачке трговачке интересе у југозападној Африци под империјалну заштиту.

### Немачки протекторати
Немачко-шпанским уговором из 1899. Немачка је од Шпаније купила Каролинска острва и Маријанска острва (осим Гуама, који је уступљен САД после Шпанско-америчког рата 1898.) за 25 милиона пезета. Ова острва су постала протекторат и била су под управом Немачке Нове Гвинеје док су Маршалска острва додата 1906. године.

### Немачка Нова Гвинеја у Првом светском рату
Након избијања Првог светског рата 1914. године, Кајзер Вилхелмсланд и оближња острва пали су у руке аустралијских снага, док је Јапан окупирао већину преосталих немачких поседа на Пацифику.